# Rumonge
 (août 2022).
Si vous disposez d'ouvrages ou d'articles de référence ou si vous connaissez des sites web de qualité traitant du thème abordé ici, merci de compléter l'article en donnant les références utiles à sa vérifiabilité et en les liant à la section « Notes et références ».
Rumonge est une commune située au sud du Burundi. C'est le chef-lieu de la province de Rumonge, à 72 km de l'ancienne capitale Bujumbura, à une altitude de 809 m.
Rumonge est située au sud-est du Burundi, aux confins du Burundi, du Congo-Kinshasa et de la Tanzanie, et c'est la raison pour laquelle se retrouvent à Rumonge de nombreux habitants de ces deux pays. Rumonge se trouve à proximité du lac Tanganyika. Sa population s'élève à environ 60 000 habitants. La ville de Rumonge est située au nord de la ville de Kigoma en Tanzanie et à l'est de celle de la ville de Baraka. C'est la quatrième plus grande ville burundaise après Bujumbura, Gitega et Ngozi.

## Religion
Dans le centre-ville, la plupart des habitants sont musulmans, comme en témoignent un grand nombre de mosquées construites dans les quartiers du centre-ville. La religion chrétienne connaît aussi une croissance remarquable avec l'effet de l'exode rural. Beaucoup de gens ont quitté les zones rurales pour venir s'installer dans la ville de Rumonge, dont nombreux sont des chrétiens (catholiques et protestants).

## Économie
L'importance économique de la région de Rumonge provient du lac Tanganyika et de la fertilité de son sol. On pratique la pêche dont les poissons sont revendus dans différentes régions du Burundi. On cultive le manioc, nourriture principale à Rumonge et dans toute la région, où on utilise la langue swahili.
On cultive aussi le palmier, plante qui contribue grandement à l'équilibre économique de Rumonge.
Pour ce qui concerne l'élevage, il faut constater que les animaux sont nombreux à Rumonge : au centre-ville, on élève des poules, des canards, des chèvres, des moutons, des bovins et des pigeons. On n'y trouve pas de porcs ni de chiens, animaux que les musulmans n'apprécient pas.

## Tourisme
Rumonge est une région touristique. On y trouve de nombreuses plages, de beaux paysages, de belles montagnes, des hôtels.
Saga Resha (située au bord du lac Tanganyika) est la meilleure et la plus belle plage du Burundi. Elle a connu la période coloniale belge et, après l'indépendance, des Burundais l'ont entretenue. C'est une grande plage aux belles maisons blanches de taille respectable. L'eau y est toujours pure et les touristes, citadins de la capitale ou habitants d'autres régions du Burundi s'y rendent en fin de semaine pour y profiter du bon air du Tanganyika, faire de la natation, bronzer ou pour y écouter ou faire de la musique. D'autres plages moins grandes n'en sont pas moins agréables et appréciées pour la qualité de l'air et la beauté de l'eau.
En ce qui concerne les paysages, Rumonge offre les plus beaux du Burundi. La verdure y est en permanence admirable. Les palmiers lui assurent un bel aspect. Les collines et petites rivières qui l'entourent embellissent encore Rumonge.
C'est à Rumonge qu'a été construit le grand et bel hôtel du sud du Burundi, dans un style européen avec de nombreuses chambres : il accueille de nombreux touristes internationaux. Il existe aussi d'autres hôtels de plus petite taille.

## Source
- (eo) Cet article est partiellement ou en totalité issu de l’article de Wikipédia en espéranto intitulé « Rumonge » (voir la liste des auteurs).